# 政教分離に関する歴史年表
政教分離に関する歴史年表（せいきょうぶんりにかんするれきしねんぴょう）は、政教分離原則の成立に関連する出来事を取りまとめた年表である。

## 古代・中世
- 494年: 教皇 ゲラシウス1世が両剣論を説く。
- 752年: カロリング朝フランク王国王ピピン3世（小ピピン）がランゴバルド王国から奪った領土を教皇に寄進し、教皇領が成立。
- 962年: オットー1世が教皇ヨハネス12世によって神聖ローマ皇帝戴冠
- 1054年: 東西教会の分裂。
- 1302年： 教皇ボニファティウス8世が勅書『ウナム・サンクタム』で教皇権至上性を説く[1]。
- 1309年： 教皇アヴィニョン捕囚（1309年 - 1377年）[2]
- 1378年
  - ローマとアヴィニョンに教皇が立ち教会大分裂（- 1417年)[2]
  - ウィクリフの改革（イングランド）
- 1415年： コンスタンツ公会議[要出典]、ジョン・ウィクリフとヤン・フスを異端[3]。
- 1419 - 1436年： フス戦争（フス派が神聖ローマ帝国皇帝と争う）
- 1494 - 1498年： サヴォナローラの改革（フィレンツェ）と処刑

## 16世紀
- 1516年： フランス国王フランソワ1世と教皇がブローニュ政教条約を締結し、カトリックが国教となる。エラスムス『校訂版 新約聖書』刊行。
- 1517年： ルターの「95ヶ条の論題」（ドイツの宗教改革始まる）[4]
- 1520年： ルター『キリスト者の自由』（信仰義認説の確立）
- 1521年： ルターのヴォルムス帝国議会への召喚、ヴァルトブルク城に遁れる
- 1522-1523年： 騎士戦争
- 1524年： エラスムス『自由意志論』（ルターと論争）
- 1524 - 1525年： ドイツ農民戦争
- 1526年： シュパイエル帝国議会でルター派を容認
- 1527年： ローマ略奪
- 1527年： ヴェステロース全国身分制議会、ルター派宗教改革を承認。グスタフ1世によるスウェーデンの宗教改革開始
- 1529年： シュパイエル帝国議会でルター派を再禁止
- 1529年： 第一次カッペル戦争（スイス）
- 1531年： 第2次カッペル戦争（ドイツ語版、英語版）、ツヴィングリ戦死（スイス）
  - 1531年：カッペル戦争の和平協定（カッペル協定）が結ばれる。アウクスブルクの和議の先駆的意味をもつ。
- 1531年： シュマルカルデン同盟。
- 1534年： 檄文事件（フランス）
- 1534年： イエズス会設立。
  - 11月：ヘンリー8世の国王至上法によってイングランド国教会成立。
- 1536年： カルヴァン『キリスト教綱要』刊行、ジュネーヴで改革に協力（-1538年）
- 1536年： ヘンリー8世、国王至上法を公布（イングランド）
- 1536年： 伯爵戦争終了。クリスチャン3世によるデンマーク＝ノルウェーの宗教改革開始
- 1536年： スウェーデンで教会の福音派国教会宣言（スウェーデン国教会創設運動）
- 1536年10月6日： ティンダルの処刑
- 1541年： カルヴァンがジュネーヴに戻り改革に取り組む
- 1545 - 1563年： トリエント公会議[5]
- 1546 - 1547年： シュマルカルデン戦争（ドイツ）
- 1553年： 三位一体を否定した異端の神学者セルヴェが火あぶりになる（ジュネーヴ）
- 1554年： フィンランドの牧師アグリコラによる教会改革
- 1555年： アウクスブルクの和議で領邦君主にカトリック、ルター派の宗教選択権が許可
- 1562 - 1598年： ユグノー戦争（フランス）[6]
- 1568年： ネーデルラント諸州の反乱（八十年戦争）
- 1572年： サン・バルテルミの虐殺（フランス）
- 1573年： ルター派と正教会との間で書簡のやり取りが開始される
- 1580年： ルター派と正教会との間での書簡のやり取りが止む
- 1589年8月2日:アンリ3世が、カトリック勢力に暗殺され、ヴァロア朝滅亡。プロテスタント側ではアンリ4世が擁立され、ブルボン朝が始まる。
- 1598年： アンリ4世によるナントの勅令で旧教と新教が平等の権利を持つ（フランス）
- 1600年： スウェーデンでリンチェピングの血浴。カトリック教徒を粛清、ルター派国教を確立

## 17世紀
- 1618 - 1648年： 三十年戦争
- 1631年：マクデブルク虐殺
- 1641年 - 1649年： イングランドで清教徒革命
- 1648年： ヴェストファーレン条約（三十年戦争の終結）[7]
- 1653年： インノケンティウス10世がジャンセニスムを禁止。
- 1660年： イングランド王政復古[8]
- 1667年： フランスで民事王令[9]
- 1678年： イングランド審査法でカトリックなど非国教徒を差別。
- 1678年 - 1681年: カトリック陰謀事件でカトリックが謀反を計画していると捏造され、カトリック信徒が処刑された。（イングランド）
- 1685年： ルイ14世がフォンテーヌブローの勅令でナントの勅令を破棄し、プロテスタントが禁止され、50万人のユグノーが国外へ亡命し、プロイセン大選帝侯フリードリヒ・ヴィルヘルムがユグノー受け入れを表明し、ヨーロッパ各地で宗教的寛容論が説かれた[10]。
- 1686年： ピエール・ベール『イエス・キリストの御言葉に関する哲学的注解』で寛容を説く。
- 1688年 - 1689年： 名誉革命で王位継承者からカトリック教徒の排除を定めた権利の章典制定。
- 1689年： ジョン・ロック「寛容書簡」

## 18世紀
- 1713年： クレメンス11世がジャンセニスムを禁止
- 1748年： モンテスキュー『法の精神』で権力分立を説く。
- 1765年： ルイ15世、ガリカニリストを支持し、イエズス会を解散させる。
- 1776年: アメリカバージニア州でバージニア憲法
- 1786年： アメリカでトーマス・ジェファーソンが起草したバージニア信教自由法(A Bill for Establishing Religious Freedom)制定[11]。イギリス国教会と公定制の特権を制限することが目的であった[11]。
- 1787年11月7日： ルイ16世がヴェルサイユの勅令でフォンテーヌブローの勅令を破棄する。寛容令でユグノーに市民権を与える(フランス)
- 1789年
  - 7月14日： フランス革命が始まる。
  - 8月26日： 人間と市民の権利の宣言で信教の自由(第10条)と国民主権が記された。(フランス)
  - 11月2日： 教会財産国有化を宣言(フランス）
- 1790年
  - 3月29日： 教皇ピウス6世、人権宣言を批判
  - 7月12日： 聖職者民事基本法採択(フランス）
- 1791年3月10日： ピウス6世、聖職者民事基本法を批判
- 1791年9月3日: フランス1791年憲法で王権神授説は放棄され立憲君主制に移行。）
- 1791年12月： アメリカの権利章典、合衆国憲法修正第1条で信教の自由が明記され、宗教の公定制が禁止された[11]。
- 1793年11月10日： ノートルダム聖堂で理性の祭典(フランス)
- 1794年6月8日: シャン・ド・マルス公園を中心に「哲学」の名において「最高存在の祭典」が挙行される（フランス）
- 1797年2月19日： 教皇と和平条約（トレンチノ条約)
- 1798年2月15日： フランス軍に占領されていたローマでローマ共和国成立（教皇国家の権力崩壊、教皇領消滅）
- 1800年6月： ローマで教皇国家が復活。

## 19世紀
- 1801年： ナポレオンと教皇ピウス7世でコンコルダートで教会と政治の相互承認、信教の自由が公認された。
- 1809年5月17日: フランス帝国がローマを併合
- 1814年 - 1830年： 復古王政ブルボン朝でカトリックが国教として復活
- 1814年1月24日： ローマ教皇国家に戻る。
- 1829年： カトリック教徒解放令(イギリス)
- 1830年 - 1843年: フランス七月王政
- 1833年： 州独自の公定教会(会衆派教会)の廃止(アメリカ)
- 1839年： トルコでタンジマート改革はじまる
- 1848年 - 1852年: フランス第二共和政
- 1852年-1870年: フランス第二帝政
- 1870年: 第1バチカン公会議で教皇不可謬説採択。教皇不可謬説に反発したドイツ帝国宰相ビスマルクが文化闘争を開始。
- 1870年-1940年： フランス第三共和政で政教分離と世俗主義のライシテ政策でカトリック排除がすすんだ[12]
- 1873年
  - 教皇不可謬説に反発したドイツの信徒によって復古カトリック教会成立。
  - ドイツ帝国、教皇レオ13世と和解。
- 1880年3月29日： フランスのジュール・フェリー教育相は無許可の宗教団体の解散を命じた。
- 1886年： フランスで公立学校教師を非聖職者に限定した（ゴブレ法）[12]。

## 20世紀以降
- 1901年
  - フランスの結社契約法で修道会設立許可制を導入[12]。
  - オーストラリア憲法第116条で信教の自由、国教の禁止
- 1902年: フランスでカトリック系学校を閉鎖[12]。
- 1905年
  - フランス政教分離法成立[12]、1801年の教皇とのコンコルダートは一方的に破棄された[13]
- 1929年2月11日： ピウス11世とムッソリーニのラテラノ条約でバチカン市国成立。
- 1933年7月20日： ピウス11世とナチスドイツがライヒスコンコルダート。
- 1937年： アイルランド憲法で崇拝の自由
- 1945年12月15日：日本でGHQの神道指令により国家神道廃止。
- 1946年： フランス第四共和政憲法でライシテ明記、草案を準備したのはキリスト民主党[12]。
- 1949年5月： ドイツ連邦共和国基本法140条
- 1989年 - ： イスラム女子生徒のヒジャブ（スカーフ）着用が問題となる[12]。
- 2001年： カナダケベックでシク教徒のナイフ（キルパン)所持が問題になり、2004年の控訴院では危険物持ち込みは憲章での制限に抵触するとして着用禁止を判決、2006年の最高裁判決ではシク教徒が武器として使用する蓋然性は低く、宗教的行動の制限は人権侵害にあたるとされた[13]。
- 2004年3月15日： フランスで公立学校における特段に目立つ宗教シンボル着用の禁止法制定[13][12]。
- 2005年： デンマークでムハンマド風刺漫画掲載問題
- 2010年： ブルカ禁止法制定。
- 2015年1月7日： シャルリー・エブド襲撃事件(フランス）
- 2015年1月9日： ユダヤ食品店人質事件(フランス）
- 2015年： 2015年欧州難民危機
- 2015年11月13日： パリ同時多発テロ事件